# 全国人民代表大会常务委员会秘书长
全国人民代表大会常务委员会秘书长，简称全国人大常委会秘书长，是中华人民共和国最高国家权力机关全国人民代表大会的常设机关全国人民代表大会常务委员会及其委员长会议的组成人员之一，主持并领导全国人民代表大会常务委员会办公厅的工作。该秘书长职务常由一位全国人民代表大会常务委员会副委员长兼任。

## 历史
1954年9月20日，第一届全国人民代表大会第一次会议通过的《中华人民共和国宪法》规定，全国人民代表大会常务委员会由“委员长、副委员长若干人、秘书长、委员若干人”组成。1975年宪法没有提到秘书长，全国人民代表大会常务委员会改由“委员长，副委员长若干人，委员若干人组成”。1978年宪法恢复了1954年宪法的规定，1982年宪法对此未作修改。
1954年宪法、1978年宪法虽然规定了秘书长，但没有规定其职权。1982年第五届全国人民代表大会第五次会议通过了修改后的《中华人民共和国宪法》，其中首次在宪法中规定了秘书长的职权。

## 选举
1954年《中华人民共和国全国人民代表大会组织法》第十七条规定：“全国人民代表大会常务委员会委员长、副委员长、秘书长和委员，由每届全国人民代表大会在第一次会议中选出。”
1982年《中华人民共和国全国人民代表大会组织法》第十三条规定：“全国人民代表大会常务委员会委员长、副委员长、秘书长、委员的人选，……由主席团提名，经各代表团酝酿协商后，再由主席团根据多数代表的意见确定正式候选人名单。”第二十三条规定：全国人民代表大会常务委员会由委员长、副委员长若干人、秘书长、委员若干人组成，“常务委员会的组成人员由全国人民代表大会从代表中选出。”“常务委员会的组成人员不得担任国家行政机关、审判机关和检察机关的职务；如果担任上述职务，必须向常务委员会辞去常务委员会的职务。”

## 职权
1982年《中华人民共和国宪法》规定，全国人民代表大会常务委员会秘书长协助委员长工作，并和委员长、副委员长共同组成委员长会议，处理全国人民代表大会常务委员会的重要日常工作。
1954年《中华人民共和国全国人民代表大会组织法》规定，由秘书长领导全国人民代表大会常务委员会办公厅。1982年《中华人民共和国全国人民代表大会组织法》延续了这一规定。

## 历届秘书长
| 届 | 姓名   | 任期                         | 党职                                                                               | 公職                                                                                           | 備註                                       |
| -- | ------ | ---------------------------- | ---------------------------------------------------------------------------------- | ---------------------------------------------------------------------------------------------- | ------------------------------------------ |
| 1  | 彭真   | 1954年9月27日—1959年4月      |                                                                                    | 全國人大常委會副委员长 全國人大常委會秘書長                                                    |                                            |
| 2  | 彭真   | 1959年4月—1965年1月3日       |                                                                                    | 全國人大常委會副委员长 全國人大常委會秘書長                                                    |                                            |
| 3  | 刘宁一 | 1965年1月3日—1975年1月20日   |                                                                                    | 全國人大常委會副委员长 全國人大常委會秘書長                                                    |                                            |
| 4  | 姬鹏飞 | 1975年1月20日—1978年3月5日   |                                                                                    | 全國人大常委會副委员长 全國人大常委會秘書長                                                    |                                            |
| 5  | 姬鹏飞 | 1978年3月5日—1979年9月13日   |                                                                                    | 全國人大常委會副委员长 全國人大常委會秘書長                                                    |                                            |
| 5  | 彭真   | 1979年11月29日—1980年9月10日 |                                                                                    | 全國人大常委會副委员长 全國人大常委會秘書長                                                    |                                            |
| 5  | 杨尚昆 | 1980年9月10日—1983年6月18日  |                                                                                    | 全國人大常委會副委员长 全國人大常委會秘書長                                                    |                                            |
| 6  | 王汉斌 | 1983年6月18日—1988年4月8日   | 中共中央委員 全國人大常委會辦公廳黨組書記                                          | 全國人大常委會秘書長 全國人大常委會法制工作委員會主任 香港特別行政區基本法起草委員會副主任委員 |                                            |
| 7  | 彭冲   | 1988年4月8日—1993年3月27日   | 中共中央委員 全國人大常委會黨組成員 全國人大常委會機關黨組書記                     | 全國人大常委會副委员长 全國人大常委會秘書長                                                    | 曾任全國政協副主席                         |
| 8  | 曹志   | 1993年3月27日—1998年3月18日  | 全國人大常委會黨組成員 全國人大常委會機關黨組書記 中央社會治安綜合治理委員會副主任 | 全國人大常委會秘書長 中國人大制度新聞協會名譽會長                                              | 曾任中共中央組織部副部長                   |
| 9  | 何椿霖 | 1998年3月18日—2003年3月15日  | 全國人大常委會黨組成員 全國人大常委會機關黨組書記                                  | 全國人大常委會秘書長                                                                           | 曾任國務院副秘書長                         |
| 10 | 盛华仁 | 2003年3月15日—2008年3月15日  | 全國人大常委會黨組成員 全國人大常委會機關黨組書記                                  | 全國人大常委會副委员长 全國人大常委會秘書長                                                    | 曾任國家經濟貿易委員會主任                 |
| 11 | 李建国 | 2008年3月15日—2013年3月14日  | 中共中央委員 全國人大常委會黨組成員 全國人大常委會機關黨組書記                     | 全國人大常委會副委员长 全國人大常委會秘書長                                                    | 曾任陝西省委書記、山東省委書記             |
| 12 | 王晨   | 2013年3月14日—2018年3月17日  | 中共中央委員 全國人大常委會黨組成員 全國人大常委會機關黨組書記                     | 全國人大常委會副委员长 全國人大常委會秘書長                                                    | 曾任中共中央宣傳部副部長、國務院新聞辦主任 |
| 13 | 杨振武 | 2018年3月17日—2023年3月10日  | 中共中央委員 全國人大常委會黨組成員 全國人大常委會機關黨組書記                     | 全國人大常委會秘書長                                                                           | 曾任人民日報社社長                         |
| 14 | 刘奇   | 2023年3月10日—               | 全國人大常委會黨組成員 全國人大常委會機關黨組書記                                  | 全國人大常委會秘書長                                                                           | 曾任江西省委書記                           |

## 副秘书长
1954年《中华人民共和国全国人民代表大会组织法》第十九条规定，“常务委员会设副秘书长若干人，由委员长提请常务委员会任命。”
1982年《中华人民共和国全国人民代表大会组织法》第二十七条规定，“常务委员会设副秘书长若干人，由委员长提请常务委员会任免。”
历届副秘书长：
- 张苏（1954年10月16日—1962年9月12日）
- 吴克坚（1954年10月16日—1965年2月13日）
- 屈武（1954年10月16日—1965年2月13日）
- 余心清（1954年10月16日—1966年9月4日自杀身亡）
- 孙起孟（1954年10月16日—1965年2月13日）
- 辛志超（1954年10月16日—1965年2月13日）
- 刘贯一（1956年10月13日—1965年2月13日）
- 连贯（1957年10月22日—1978年3月7日）
- 姚溱（1962年8月28日—1966年7月23日逝世）
- 武新宇（1962年9月12 日—1983年6月23日）
- 赵伯平（1963年1月22日—1966年）
- 胡愈之（1965年2月13日—1983年6月23日）
- 陈此生（1965年2月13日—1978年3月7日）
- 罗叔章（1965年2月13日—1978年3月7日）
- 冯铉（1965年10月28日—1966年）
- 沙千里（1978年3月7日—1980年）
- 罗青长（1978年5月24日—1983年6月23日）
- 郑季翘（1978年5月24日—1983年6月23日）
- 邢亦民（1978年5月24日—1983年6月23日）
- 张加洛（1978年5月24日—1983年6月23日）
- 曾涛（1979年11月29日—1983年6月23日）
- 高登榜（1979年11月29日—1986年6月25日）[8]
- 王汉斌（1982年11月19日—1983年6月23日）
- 有林（1983年6月23日—1989年10月31日）[8][9]
- 王厚德（1983年6月23日—1988年11月8日）[8][9]
- 杨明（1983年12月8日—1986年6月25日）[8]
- 阎明复（1983年12月8日—1986年1月20日）[8]
- 丁关根（1983年12月8日—1985年6月18日）[8]
- 彭清源（1985年9月6日—1993年4月1日）[8][9]
- 许孔让（1986年3月19日—1993年4月1日）[8][9]
- 曹志（1988年4月13日—1993年4月1日）[9]
- 周杰（1988年9月5日—1993年4月1日）[9]
- 李钟英（1988年9月5日—1993年4月1日）[9]
- 冯兰明（1990年9月7日—2003年3月19日）[9][10][11]
- 王书明（1993年7月2日—1998年3月21日）[10]
- 郑义（1993年7月2日—1998年3月21日）[10]
- 刘政（1993年7月2日—1998年3月21日）[10]
- 王宋大（1993年7月2日—2003年3月19日）[10][11]
- 于友民（1993年7月2日—2003年3月19日）[10][11]
- 苏秋成（1993年7月2日—2003年3月19日）[10][11]
- 刘镇（1994年8月31日—2004年10月27日）[10][11][12]
- 周成奎（1997年7月3日—2004年10月27日）[10][11][12]
- 姜云宝（1998年3月21日—2004年10月27日）[11][12]
- 吕聪敏（1998年3月21日—2003年3月19日）[11]
- 师金城（1998年3月21日—2003年3月2日逝世）[11]
- 王云龙（2002年10月28日—2005年12月29日）[11][12]
- 乔晓阳（2003年3月19日—2013年3月19日）[12][13]
- 林文漪（2003年3月19日—2008年3月19日）[12]
- 曹卫洲（2003年8月27日—2015年7月1日）[12][13][14][15]
- 王庆喜（2003年8月27日—2011年4月22日）[12][13]
- 李连宁（2004年10月27日—2015年7月1日）[12][13][14][15]
- 何晔晖（2004年10月27日—2015年7月1日）[12][13][14][15]
- 孙伟（2004年10月27日—2013年3月19日）[12][13]
- 王万宾（2005年12月29日—2015年7月1日）[12][13][14][15]
- 刘振伟（2005年12月29日—2008年12月27日）[12][13][16]
- 张少琴（2008年3月19日—2014年2月27日）[13][14][17]
- 韩晓武（2008年12月27日—2019年8月26日）[14][16][18][19]
- 沈春耀（2011年4月22日—2018年3月21日）[14][20]
- 刘水生（2011年4月22日—2016年2月26日）[14][20][21]
- 李飞（2013年3月19日—2018年3月21日）[14]
- 郭雷（2014年2月27日—2022年2月28日）[17][18][22]
- 信春鹰（2015年7月1日—2022年6月24日）[15][18][23]
- 窦树华（2015年7月1日—2018年3月21日）[15]
- 陈国民（2015年7月1日—2018年3月21日）[15]
- 古小玉（2015年7月1日—2021年8月20日）[15][18][24]
- 郭振华（2017年9月1日—）[18]
- 柯良栋（2018年3月21日—2020年2月24日）[18][25]
- 何新（2018年1月30日—）[18]
- 胡晓犁（2018年12月29日—）[26]
- 汪铁民（2019年8月26日—）[19]
- 刘俊臣（2020年10月17日—）[27]
- 欧阳昌琼（2022年2月28日—）[22]